# Долац (Травник)
Долац је насељено мјесто у Босни и Херцеговини, у општини Травник, које административно припада Федерацији Босне и Херцеговине. Према попису становништва из 2013. у насељу је живјело 480 становника.
Долац је родно место књижевника Иве Андрића, научнице Злате Бартл и министра Тугомира Алауповића.

## Становништво
| Националност       | 2013. | 1991.        | 1981. | 1971. |
| Муслимани          |       | 303 (43,29%) |       |       |
| Хрвати             |       | 371 (53,00%) |       |       |
| Срби               |       | 10 (1,43%)   |       |       |
| Југословени        |       | 8 (1,14%)    |       |       |
| остали и непознато |       | 8 (1,14%)    |       |       |
| Укупно             | 533   | 700          | 542   | 485   |